# 李邈 (宋朝)
李邈（1061年—1129年），字彦思，北宋临江军清江县（今江西省樟树市临江镇）人，唐朝宗室宰相李适之的后裔。
李邈以父荫为太庙斋郎，历任安州司理、监润州酒务、提辖环庆路粮草，通判河间府。因为得罪蔡京、童贯，由承议郎换庄宅副使，知信安军，改知霸州，为出使辽国贺正副使。宋徽宗宣和年间，童贯想要联金朝攻辽朝，李邈上书极言不可，被免官。后改知严州，乞致仕。靖康元年（1126年），金兵攻京师开封府，受诏入见，劝宋钦宗抗金，论御敌之策，推荐名将种师道。于是出任京城西壁守御使，后改为河北西路制置使，知真定府，集钱粮，募民为兵数千人。金兵围攻真定城，李邈向宣抚副使刘韐求救，据城御敌，且战且守，相持四十天，城破巷战被俘，拒不投降，拘禁在燕山府三年，始终不屈，遇害。宋高宗追赠他为昭化军节度使，谥忠壮。